# Коваленко, Анатолий Александрович
Анато́лий Алекса́ндрович Ковале́нко (28 апреля 1937, Павловка — 23 июля 2019) — советский и украинский тренер по боксу, наибольшую известность получил в 1970-е годы, когда его ученики завоёвывали медали на крупнейших международных турнирах. Заслуженный тренер СССР, почётный работник физической культуры и спорта Украины.

## Биография
Анатолий Коваленко родился 28 апреля 1937 года в селе Павловка, Донецкая область. Трудовую деятельность начал в 1953 году — работал слесарем на сталепроволочном канатном заводе города Харцызска, служил в армии, одно время был электрослесарем на шахте имени В. И. Ленина, учился в Рутченковском техникуме, позже работал респираторщиком в горноспасательной службе. Одновременно с этим активно занимался боксом, получил звание мастера спорта, но каких-либо существенных достижений на этом поприще не добился, поэтому в 1968 году решил попробовать себя на тренерской работе. В 1971 году получил должность старшего тренера донецкого спортивного клуба «Динамо», где приступил к поиску и подготовке молодых талантов. Первый серьёзный успех пришёл к нему на VI спартакиаде Украины, когда два его ученика завоевали золотые медали, двое стали серебряными призёрами, а один — бронзовым.
К числу наиболее известных учеников Коваленко относятся чемпион Европы, четырёхкратный чемпион СССР Александр Ткаченко, серебряный призёр летних Олимпийских игр в Москве Виктор Мирошниченко, чемпион СССР Виктор Иванов, чемпион мира среди юниоров, чемпион СССР Дмитрий Елисеев. В общей сложности он подготовил двадцать мастеров спорта, в том числе четырёх мастеров спорта международного класса и двоих заслуженных мастеров спорта. Начиная с 1990 года Анатолий Коваленко тренировал бойцов в донецком клубе профессионального бокса «Гонг». В 1991 году был удостоен почётного звания «Заслуженный тренер СССР».С 1998 работал главным тренером в «Спортивном клубе Елисеева». В 2012 г Анатолий Александрович закончил написание своей автобиографической книги «Стратегия поиска», в которой рассказал о том, как пришёл в бокс и как воспитал своих чемпионов. Несмотря на преклонный возраст, продолжал работать тренером в училище олимпийского резерва имени С. Н. Бубки до мая 2013 г. В июне переехал на свою историческую родину в город Амвросиевка Донецкой области, где продолжал на общественных началах передавать опыт молодому поколению. В августе 2013 Анатолию Коваленко было присвоено звание «Почетного жителя города Амвросиевка».